# 西山真一
西山 真一（にしやま しんいち、1906年7月20日 - 1989年4月19日）は、洋画家、日本芸術院会員。
福井県鯖江市出身。福井師範学校（現・福井大学教育地域科学部）卒。鈴木千久馬、辻永に師事。1931年帝展初入選。人物画で出発し、戦後のパリ留学時代に風景画に転換。1980年日本芸術院賞受賞。1984年日本芸術院会員。光風会常任理事。『西山真一画集』（六芸書房、2000）がある。